# リー・パーセル
リー・パーセル（Lee Purcell、1947年6月15日 - ）は、アメリカ合衆国の女優。

## 出演作品
- Persons Unknown 〜そして彼らは囚われた
- ロング・ロード/遥かなる旅路
- 新 超人ハルク／勇者伝説
- リターンド・ソルジャー/ベトナム戦士へのレクイエム
- ジェシカおばさんの事件簿／サーカスに死が訪れる
- プラネット・オブ・ファイヤー
- 愛に向って走れ
- ホームワーク
- キリング・バレー
- 奇襲ヘリ戦隊/空翔けた女たち
- ザ・ギャンブラー
- スター・クレイジー
- ウェス・クレイヴンの戦慄の夏
- ビッグ・ウェンズデー（ペギー・ゴードン）
- ハイスクール
- ハワード・ヒューズ物語
- マジェスティック（ウィリー）
- おたずね者キッド・ブルー/逃亡!列車強盗
- トラック・ジャック
- ウィッチング
- マイケル・ダグラス/アダム